# Het Zonnenberg
Het Zonnenberg is naam van een boerenbedrijf aan de huidige Gerrit Slagmanstraat 2 in Harfsen, Gelderland. Op dit bedrijf hebben veel onderduikers in de oorlogsjaren onderdak gevonden. Op 14 oktober 1944 werd de boerderij overvallen door de Nederlandse Landwacht, de onderduikers afgevoerd en de boerderij in brand gestoken.